# Gare de Villefranche - Vernet-les-Bains
Gare de Villefranche - Vernet-les-Bains vasútállomás Franciaországban, Villefranche-de-Conflent településen.

## Vasútvonalak
Az állomást az alábbi vasútvonalak érintik:
- Perpignan-Villefranche - Vernet-les-Bains-vasútvonal
- Ligne de Cerdagne

## Kapcsolódó állomások
A vasútállomáshoz az alábbi állomások vannak a legközelebb:
- Gare de Ria
- Halte de Serdinya (Gare de Latour-de-Carol - Enveitg, Ligne de Cerdagne)